# Cassique à ailes jaunes
Cassiculus melanicterus
Genre
Espèce
Statut de conservation UICN

 LC  : Préoccupation mineure
Le Cassique à ailes jaunes (Cassiculus melanicterus, anciennement Cacicus melanicterus) est une espèce d'oiseaux de la famille des ictéridés qu’on retrouve principalement au Mexique.

## Taxonomie
À la suite de la publication de l'étude phylogénique de Powell et al. (2014), le Congrès ornithologique international (classification version 4.3, 2014) bouleverse la taxonomie de la famille des Icteridae pour suivre ses conclusions. Cette espèce est transférée du genre Cacicus vers le genre monotypique Cassiculus.

## Distribution

Carte de répartition de l'espèce.

Le Cassique à ailes jaunes occupe presque toute la côte ouest du Mexique en plus de quelques endroits localisés du Guatemala.

## Habitat
Ce cassique fréquente les broussailles xérophytes le long de la côte et les forêts tropicales à l’intérieur des terres.  Il préfère les lisières, les habitats dégagés et les plantations.

## Nidification
Il niche en solitaire ou en petites colonies de 3 à 10 nids.  Le nid, tissé de fibres végétales, est un panier suspendu de moins de 80 cm de long.  Il est placé dans la cime des arbres et parfois aux fils électriques ou téléphoniques.  Les œufs sont au nombre de deux à quatre.  Il est souvent parasité par le Vacher bronzé.